# Kintore (Aberdeenshire)
Kintore, schottisch-gälisch Ceann Tòrr, ist eine Ortschaft in der schottischen Council Area Aberdeenshire. Sie liegt rund fünf Kilometer südöstlich von Inverurie und 18 Kilometer nordwestlich von Aberdeen am Südufer des Don. Kintore ist durch die A96 direkt an das Fernstraßennetz angeschlossen. Das Rathaus von Kintore ist in den schottischen Denkmallisten als Denkmal der höchsten Kategorie A klassifiziert.

## Geschichte
Nachdem die Bewohner sich im Kampf gegen die Pikten hervorgetan hatten, verlieh der schottische König Kenneth II. im zehnten Jahrhundert Kintore die Rechte eines Burgh. Im Jahre 1190 wurden die Rechte um die eines Royal Burgh ergänzt und 1506 erneuert. Zwischen 1821 und 1881 stieg die Einwohnerzahl von 312 auf 661 an. Nachdem die Ortschaft bis 1971 auf 835 Einwohner angewachsen war, wurden zwanzig Jahre später bereits 2028 Personen gezählt. Zuletzt 2011 wurde die Einwohnerzahl auf 4476 bestimmt.

## Kintore-Steine
Der Piktische Symbolstein vom Kintore Kirkyard steht im Zentrum von Kintore nahe dem Friedhofseingang. Der Granitblock trägt unkonventionellerweise auf beiden Seiten piktische Symbole.
Das Fragment eines piktischen Symbolsteins von 0,94 × 0,46 m aus Granit wurde 1974 in einem Garten in Kintore gefunden und dem Inverurie Museum übergeben, wo es aufbewahrt wird. In den Stein sind abgenutzte Symbole eingeschnitten. Über einem Pictish Beast befindet sich ein quadratisches Symbol (Notched rectangle), während sich darunter ein Bogen befindet, der wahrscheinlich zu einem Spiegel gehört. Das Quadrat hat gegenüberliegend an den Ecken, unten links und oben rechts, halbkreisförmige Ausweitungen jeweils mit zwei „Achselhöhlen“ mit zentralen erhabenen Punkten. Innerhalb befindet sich ein kleineres Quadrat mit ähnlichen, jedoch nach innen gerichteten Eckmotiven, versetzt zu den äußeren.

## Persönlichkeiten
- Connor Barron (* 2002), Fußballspieler